# 耶稣圣心主教座堂 (富强坊)
耶稣圣心主教座堂（Nhà thờ Trái tim Đức Mẹ Cực sạch，Nhà thờ chính tòa Phú Cường）是天主教富强教区的主教座堂，位于越南胡志明市富强坊（phường Phú Cường）八月革命街（đường Cách Mạng Tháng Tám）394号。耶稣圣心堂位于土龙木市中心，坐落在一个高高的土堆上。
该堂已有四座教堂：第一座（1864年）、第二座（1897年）、第三座（1941-2009年），第四座教堂于2009年6月13日开工建造，2014年4月25日举行了祝圣典礼。